# 1046 Edwin
Az 1046 Edwin (ideiglenes jelöléssel 1924 UA) a Naprendszer kisbolygóövében található aszteroida. George Van Biesbroeck fedezte fel 1924. december 1-én.